# فيلهلم ينسن
ويلهلم ينسن (بالألمانية: Wilhelm Jensen)‏ هو كاتب وشاعر ألماني، ولد في 15 فبراير 1837 في هايليغنهافن في ألمانيا، وتوفي في 24 نوفمبر 1911 في ميونخ في ألمانيا.